# Manthelan
Manthelan ist eine französische Gemeinde mit 1.377 Einwohnern (Stand: 1. Januar 2022) im Département Indre-et-Loire in der Region Centre-Val de Loire; sie gehört zum Arrondissement Loches und zum Kanton Descartes. Die Einwohner werden Manthelanais genannt.

## Geographie
Die Gemeinde Manthelan liegt in der südlichen Touraine, etwa 32 Kilometer südsüdöstlich von Tours an der Quelle des Flusses Échandon und seinem Zufluss Quincampoix. Umgeben wird Manthelan von den Nachbargemeinden Le Louroux im Nordwesten und Norden, Tauxigny-Saint-Bauld im Norden, Dolus-le-Sec im Nordosten und Osten, Mouzay im Osten und Südosten, Vou im Südosten und Süden, La Chapelle-Blanche-Saint-Martin im Süden sowie Bossée im Südwesten und Westen.

## Bevölkerungsentwicklung
| Jahr                       | 1962 | 1968 | 1975 | 1982 | 1990 | 1999 | 2006 | 2013 | 2021 |
| Einwohner                  | 1243 | 1202 | 1100 | 1093 | 1075 | 1145 | 1308 | 1419 | 1367 |
| Quellen: Cassini und INSEE |      |      |      |      |      |      |      |      |      |

## Sehenswürdigkeiten
- Kirche Saint-Gervais-Saint-Protais
- Wasserturm
- Lavoir

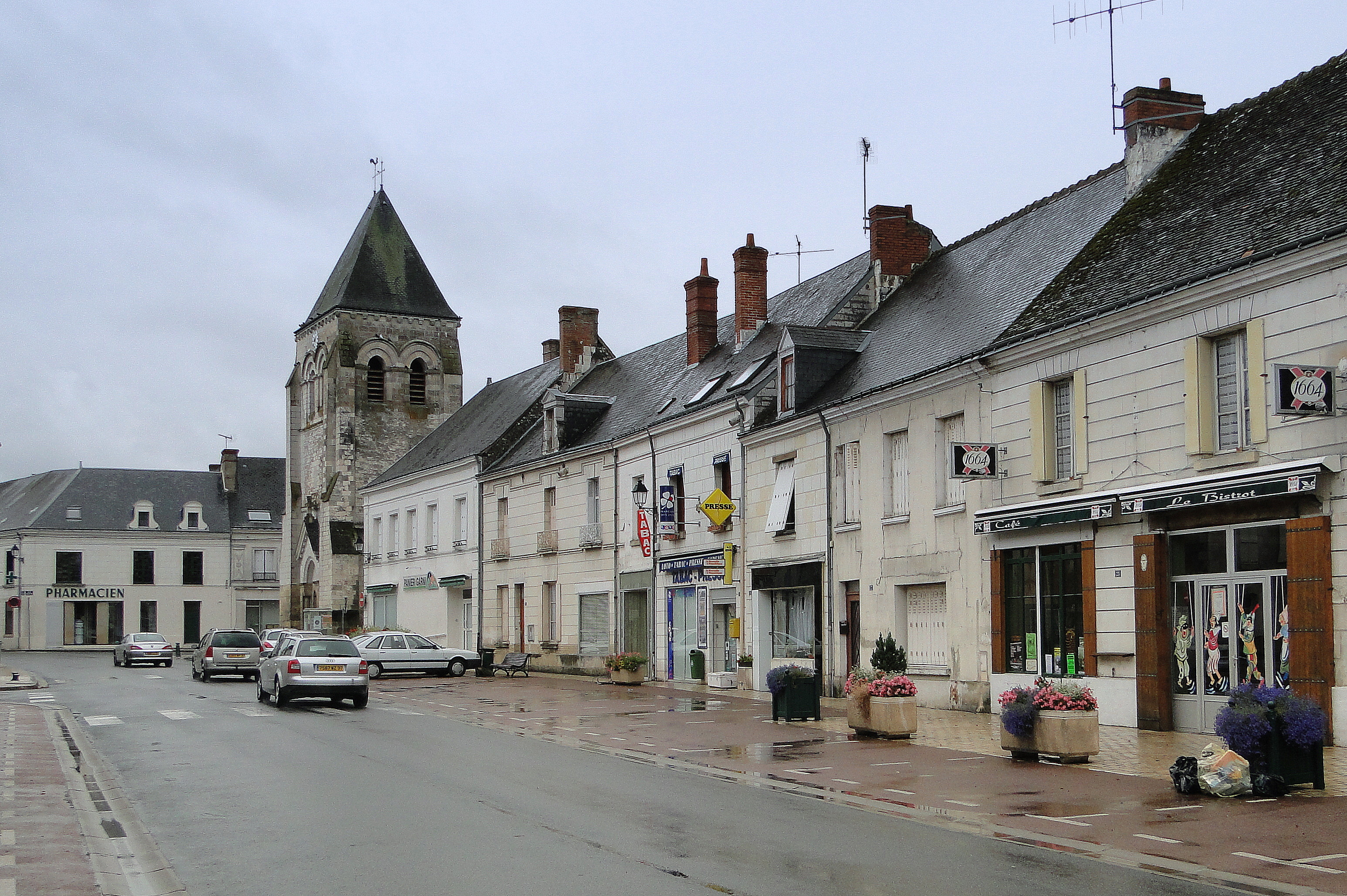
Ortszentrum mit Kirche
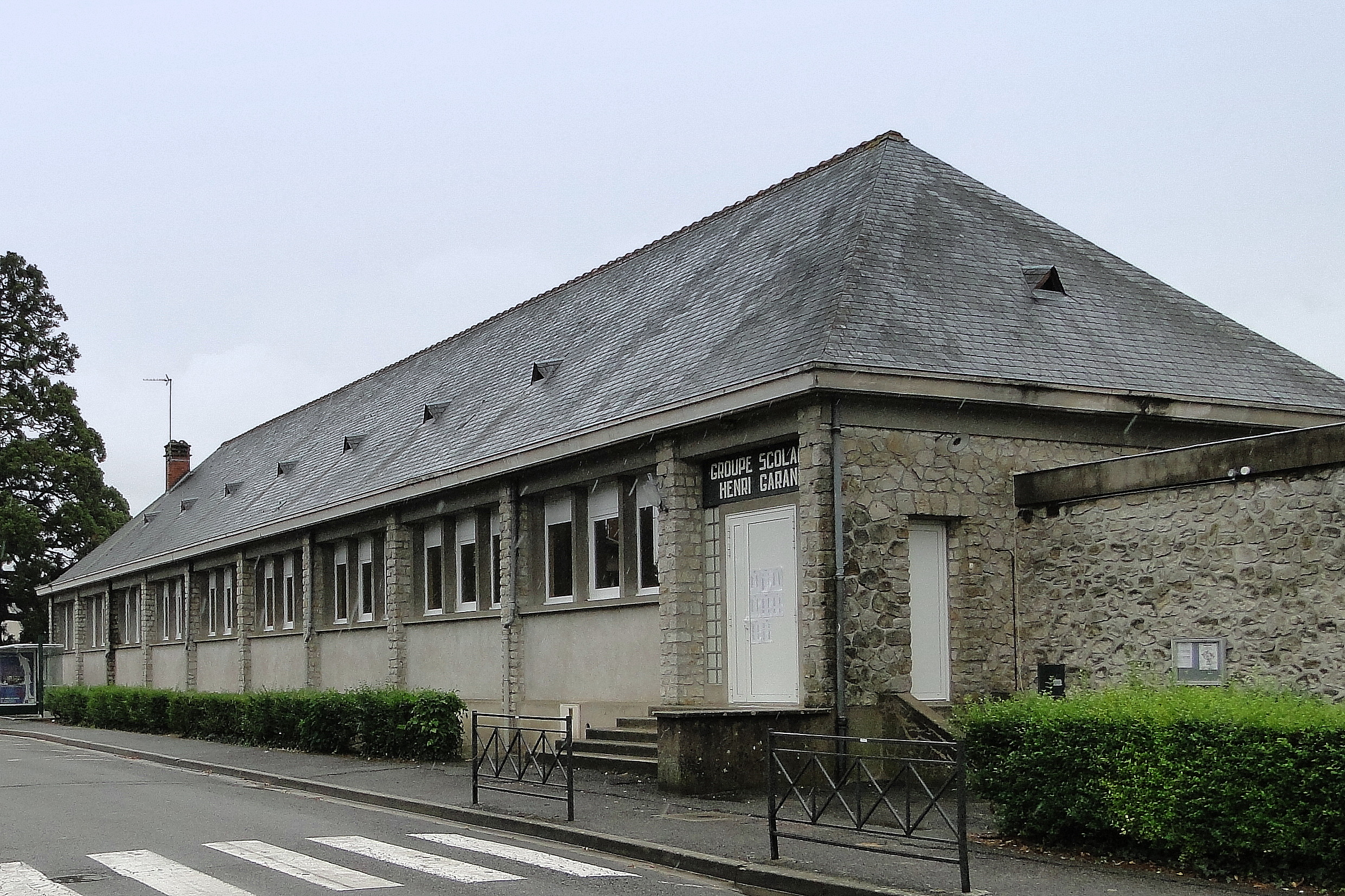
Schule

## Belege
1. ↑  Notice Communale - EHESS